# Environmental Justice Atlas
L'Environmental Justice Atlas ("Atlante della Giustizia Ambientale"), o EJAtlas, è un sito web che raccoglie, classifica e documenta conflitti ambientali nel mondo consentendo agli utenti di cercare in un database utilizzando oltre 100 possibili filtri.
Il progetto fu lanciato nel 2012 e dal 2019 passò sotto l'EnvJustice Project.
Il sito web è realizzato dalla Environmental Justice Organisations, Liability and Trade (Ejolt) e moderato dall'Università autonoma di Barcellona. In particolare, la gestione del sito è curata da Leah Temper, Daniela Del Bene e Joan Martínez-Alier.
Dal 2015 esiste una specifica sezione italiana denominata Atlante Italiano dei Conflitti Ambientali.
Nel 2018, l'Environmental Justice Atlas circa 2.500 conflitti ambientali in tutto il mondo.  